# 日間行車燈

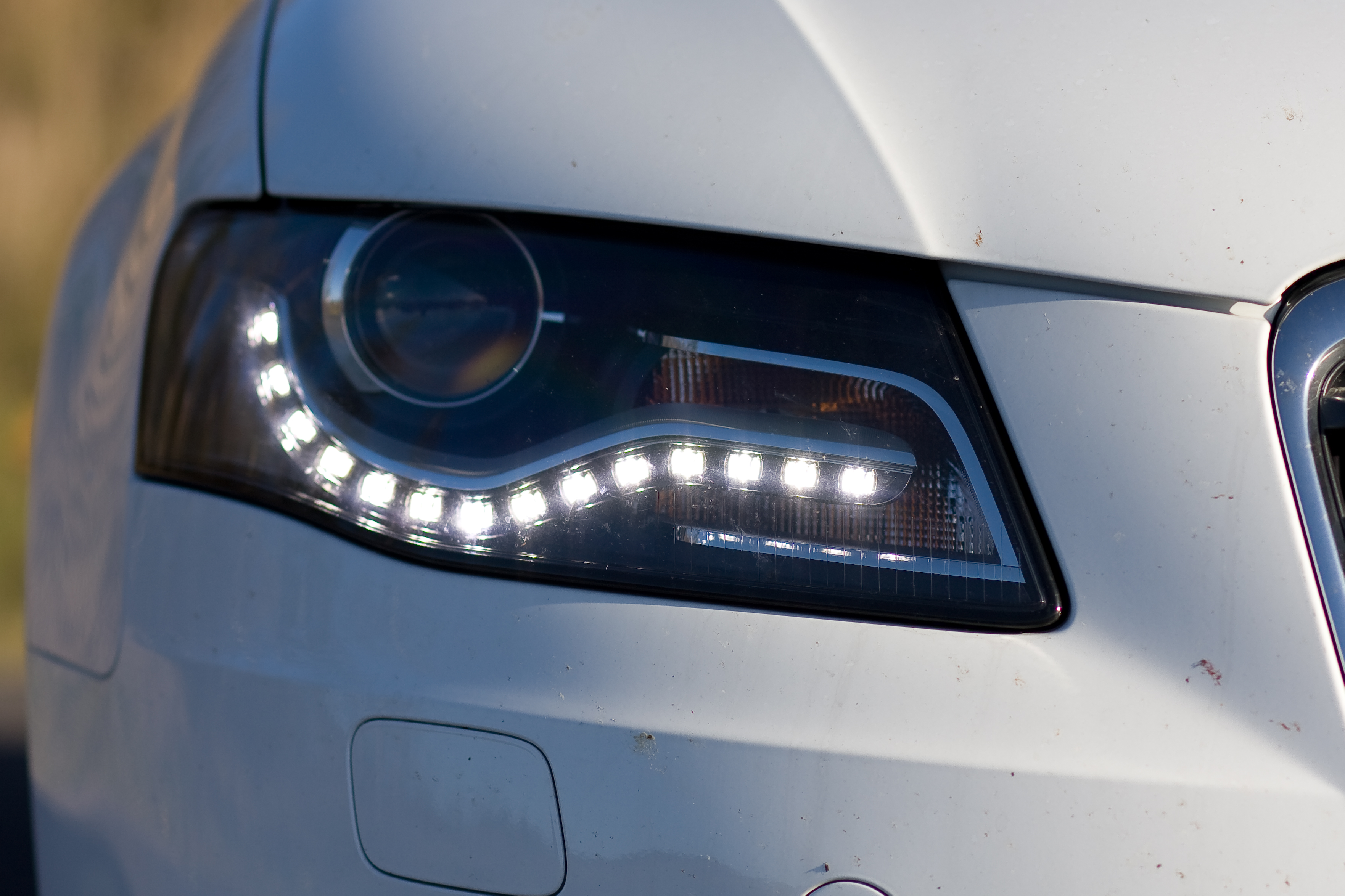
裝有白色LED日行燈的奧迪A4轎車

日間行車燈，又稱晝間行車燈、車頭小燈、日行燈或晝行燈，是一種裝設於車輛前方的汽車燈，在日間行車時保持發出白光，令車輛在日間行駛時更易被辨識，使行人、車輛或其他道路使用者更易察覺有汽車正在駛近，從而避免發生交通意外。

## 功能
日行燈的用途並非用於照明或者是美觀、酷炫，而是作為分辨車輛正迎面駛近的燈號。車輛在日間行駛時一般較少亮著車頭大燈，但車頭完全沒有亮燈的車輛，即使在白天都較難讓行人及其他駕駛者識別相對距離及接近速度，也不易察覺車輛正迎面駛近，容易導致交通事故。如果車輛在日間行車時保持在車頭亮起白燈，行人或其他駕駛者較容易判斷迎面駛近車輛的相對距離，從而減少交通意外。日行燈不同於車頭大燈，日行燈會於車輛引擎啟動後自動亮起，令行人及其他駕駛者能夠注意迎面有車輛已經發動引擎，並有助行人及其他駕駛者在停泊有多輛車的道路或停車場，分辨關閉引擎靜止狀態、已啟動引擎及行駛中的車輛。隨引擎發動與否自動啟閉的日行燈，可避免駕駛者忘記而沒有開起或關閉的情況。

## 種類
日行燈的發光體沒有嚴格限制，日行燈在1970年代在瑞典推廣時，容許發出黃色光或白色光，但現在大部分國家和地區都統一採用發出白色光的日行燈，對於亮度、色溫及散射角度則必須遵從車輛行駛地區的標準。除了可在車頭設置專用的日行燈外，也有車廠通過調節電壓降低車頭大燈的亮度，使車頭大燈可於日間作為日行燈使用。由於能夠發出白色光的發光二極體（LED）已經普及，而且省電、壽命長、所需維護較少，所以目前大部分汽車使用的日行燈都選用LED製造。

## 安裝位置
日行燈只可裝設於車頭的前方，發出的燈光為白色，避免與車輛其他燈具，如方向燈等混淆。日行燈的裝設高度同樣有規限，通常不能高於車頭大燈，但不可以貼近地面，避免因為地面反光對其他車輛的駕駛者造成干擾。

## 世界各地
瑞典是最早規定使用日行燈的國家，早於1977年已經推廣使用，其後鄰近的北歐國家，挪威、芬蘭、丹麥及冰島，也於1980年代至1990年代初期立法規定使用日行燈。加拿大於1990年已立法規定新造的汽車裝設日行燈。歐盟地區於2008年起推廣汽車安裝日行燈，2011年規定成為標準配備，2012年起擴展至巴士及貨車等商用車輛安裝日行燈。中華民國（臺灣）則規定於2017年元旦起新出廠的摩托車、2018年元旦起出廠的小型車，以及2019年元旦起出廠的大型車需具備日行燈。2016年起日本、新加坡、 泰國、印尼等均已強制汽、機車新車須安裝與引擎連動、行駛時可自動開啟的晝行燈或頭燈。